# The Cinematic Orchestra
A The Cinematic Orchestra egy brit jazz és elektronikus zenekar, amit Jason Swinscoe alapított az 1990-es években. A zenekar a Ninja Tune független kiadóval szerződött le. Swinscoen kívül a zenekar tagjai: PC (volt DJ Food tag, Patrick Carpenter) (keverő), Luke Flowers (dobok), Tom Chant (szaxofon), Nick Ramm (zongora), Stuart McCallum (gitár) és Phil France (basszusszekció). Korábbi tagok: Jamie Coleman (trombita), T. Daniel Howard (dobok), Federico Ughi (dobok) és Alex James (zongora). A zenekar legújabb tagja a manchesteri gitáros, Stuart McCallum.
Swinscoe és Carpenter (PC) már Neptune név alatt dolgoztak együtt.

## Stílus
A The Cinematic Orchestra hangzása mind élő, mind stúdió környezetben egy élő zenekart mutat, amely olyan scratch és elektronikus elemekkel improvizál, aminek az alapját Swinscoe adja. A stúdióalbumaikon Swinscoe gyakran remixeli össze az élő zenei anyagot, létrehozva ezzel az improvizált élő jazz és elektronika kombinációját, mely olyan jól sikerül, hogy nehéz megmondani, hol végződik az improvizáció, és hol kezdődik a tudatosság.

## A zenekar története
Swinscoe kezdetben Crabladder néven alapított zenekart, még 1990-ben. Mialatt a Fine Art at Cardiff College-ban tanult, kiadott egy saját kislemezt Power Tools címmel. 1994-ben kapott egy lemezlovas lehetőséget egy dél londoni rádióállomáson, a Heart Fm-en.
A zenekar debütáló albuma 1999-ben látta meg a napvilágot Motion címmel. Az album sikerének meghatározó eleme, hogy a zenekar koncertfelkérést kapott a Director's Guild Awards ünnepélyére, a filmrendező Stanley Kubrick életműdíjának bemutatóján.
A Porto Európa Kulturális Fővárosa 2001 fesztivál szervezői felkérték a zenekart, hogy a klasszikus szovjet némafilm, a Dziga Vertov által 1929-ben rendezett Ember a felvevőgéppel (Man with the movie camera) zenéjét írják meg. A zenekar élőben mutatta be a művet a film vetítése alatt. Ez a produkció különbözött a zenekar megszokott műveitől, köszönhetően az élő előadásnak, ami kizárja a Motion-nál használt utómunkálatokat. A zenekar turnéra indult, majd ugyanezzel a címmel később albumot is kiadott. Később több számot, ami eredetileg az Ember a felvevőgéppel albumon szerepelt átírtak, hozzáadva többek között ének és elektronikus elemeket, mely a következő, Every Day című albumukon jelent meg. Ez 2002 májusában a brit toplista 54. helyét érte el.
2006-ban a zenekar feldolgozza a Radiohead „Exit Music (For a Film)” című számát, ami egy albumnak is címet adott: "Exit Music: Songs with Radio Heads". Ebben a zenekar tempója lelassult, a hangszínt négy részre osztották: úgy mint szaxofon, klasszikus gitár, elektronikus gitár, végül a darab ugyanazzal az egyszerű, akusztikus gitár ritmussal ér véget, mint az eredeti változat.
A zenekar következő albuma Ma Fleur címmel 2007. május 7-én jelent meg. Számos dalban hallható Patric Watson, Fontella Bass vagy Lou Rhodes (vokál) is. Rhodes és Watson az egyik dalban együtt vokáloznak.
A The Chinematic Orchestra írta a Disneynature által kiadott „The Crimson Wing: Mystery of the Flamingos” (Franciául: Les Ailes Pourpres: Le Mystère des Flamants) filmzenéjét. Franciaországban 2008. december 15-én mutatták be a filmet. 2009. szeptember 17-én a filmzenét közösen adták elő a londoni Metropolitan Orchestra-val a The Union Chapellen, Islingtonban. 2009. október 1-jén megnyerte a legjobb eredeti filmzene díját a wyomingi Jackson Hole Wildlife Fesztiválon (USA).

## Dalmegjelenések
A „To Build a Home” című daluk több tv-sorozatban és filmben is megjelent: a Grace klinikában, a One Tree Hill hetedik évadjának egyik epizódjában, valamint a Julie Bertucelli által rendezett 2010-es „A fa” című filmben. Szerepelt emellett a Chivas Regal kereskedelmi tv „Live with Chivalry” című produkciójában, továbbá hallhattuk még a Gyilkos elmék sorozat egyik epizódjában, a „Children of The Dark”-ban is.
A „That Home”, mely egy rövidebb, de ugyanúgy a „To Build a Home” dallamára épülő szám, megjelent az ABC csatorna egyik sorozatában, a Defying Gravity-ben (USA, 2009). A „That Home” szintén szerepelt a „So You Think You Can Dance” hetedik évadjának záró epizódjában.
A hangszeres „Prelude” című dal felcsendült egy másik ABC műsorban, a Private Practice-ben, és a BBC „Top Gear” című sorozatában is.
A Public Radio International rádióműsora, a „This American Life” gyakran játssza a zenekar „Drunken Tune” című számát a Man with a Movie Camera albumról.
A Zűrös kölykök (2006) című film utolsó záró jelenetében az „All Things to All Men” című dalt hallhatjuk az Every Day albumról. Ez a dal megjelent még a 2009 decemberében bemutatott Hollyhoaks filmben is.
A „To Build A Home” megjelent még egy Schweppes-reklámban is.
A Giorgio Armani Acqua di Gio parfüm reklámjában, továbbá a Mindenség Elmélete c. film legvégén is hallhatjuk a zenekar „The Arrival Of The Birds” művét.

## Diszkográfia

### Albumok
- Motion (1999)
- Remixes 1998-2000 (2000)
- Every Day (2002)
- Man with a Movie Camera (2003)
- Ma Fleur (2007)
- Live At The Barbican (2007)
- Ma Fleur 12" Artwork Set (2007)
- Past, Present & Future - Classics, Instrumentals & Exclusives (2007)
- Live At The Royal Albert Hall (2008)
- Les Ailes Pourpres : Le Mystère Des Flamants (2008)
- Live At The Roundhouse (2009)
- Late Night Tales : The Cinematic Orchestra (2010)
- In Motion #1 (2012)
- To Believe (2019)

### Kislemezek
- Diabolus (1999)
- Channel 1 Suite"/"Ode to the Big Sea (1999)
- All That You Give (feat. Fontella Bass) (2002)
- Horizon (feat. Niara Scarlett) (2002)
- Man with the Movie Camera (2002)
- Flite (Remix)/ Man With A Movie Camera (Remix) (2004)
- Breathe (2007)
- To Build a Home (2007)

### DVD-k
- Man With A Movie Camera (re-issue) (2009)

### Újrakiadások
- The Cinematic Orchestra Selection Deal (2009)

## Lásd még
- Bonobo
- Nu jazz
- Coldcut
- Fila Brazillia
- Flanger
- Funki Porcini
- Innerzone Orchestra
- Jaga Jazzist
- As One
- Polar Bear
- St. Germain
- The Herbaliser

## Külső hivatkozások
- Hivatalos oldal
- MySpace oldaluk